# Matroniano
Matroniano  è un nome proprio di persona italiano maschile.

## Varianti
- Femminili: Matroniana[2]

### Varianti in altre lingue
- Catalano: Matronià[3]
- Francese: Matronien
- Inglese: Matronian
- Latino: Matronianus[1][3]
- Polacco: Matronian
- Russo: Матрониан (Matronian)
- Spagnolo: Matroniano[3]

## Origine e diffusione
Deriva dal latino Matronianus, un gentilizio basato sul nome Matrona; è quindi un patronimico, con il significato di "relativo a Matrona", "appartenente a Matrona".
Nome assai raro, attestato quasi esclusivamente al maschile, è ricordato principalmente per il santo così chiamato. Portò questo nome anche un cognato di Illo, generale dell'Impero romano d'Oriente che servì sotto Basilisco e Zenone.

## Onomastico
L'onomastico si festeggia il 14 dicembre in ricordo di san Matroniano, eremita presso Milano.